# Jigongshan
Jigong Shan, tidigare känt som Kikungshan, är ett berg och en gammal rekreationsort i Xinyang-prefekturen i södra Henan-provinsen i Folkrepubliken Kina. Namnet betyder "tuppberget", varför orten också är känd som Rooster Mountain på engelska.

## Historia
I början på 1900-talet anlade västerländska missionärer en kurort på platsen till vilken västerlänningar bosatta i Wuhan kunde fly till under sommarhettan. Flera missionsskolor förlades på orten, bland annat Svenska skolan i Kina, som fanns där till 1927.
Efter Folkrepubliken Kinas grundande blev Jigongshan en populär mötesplats för kommunistpartiledningen i provinsen och det var bland annat här som det Stora språnget debatterades i början på 1960-talet.
Idag finns det omkring 200 västerländska stenvillor på orten, bland annat den tidigare amerikanska skolan (美国式大楼) på orten. Det går också att besöka Chiang Kai-sheks skyddsrum (蒋介石防空洞) och Soong May-lings gamla danssalong (美龄舞厅).